# 樋口康二郎
樋口 康二郎（ひぐち こうじろう、1957年10月26日 - ）は、日本の電気技術者、実業家。東北電力代表取締役会長、日本原子力発電取締役（非常勤）、電気事業連合会元副会長。
福島県出身者としては初となる東北電力代表取締役社長を務めた。

## 人物・経歴
福島県伊達郡国見町出身。福島県立福島高等学校を経て、1981年東北大学工学部通信工学科卒業、東北電力入社。2009年東北電力火力原子力本部火力部副部長。2011年東北電力原町火力発電所所長。2013年東北電力執行役員火力原子力本部火力部長。2016年東北電力常務取締役火力原子力本部副本部長。2018年東北電力取締役常務執行役員発電・販売カンパニー長代理原子力本部副本部長。2019年東北電力代表取締役副社長副社長執行役員CSR担当コンプライアンス推進担当。2020年福島出身者としては初となる東北電力代表取締役社長社長執行役員に就任。2023年には藤井裕の後任として電気事業連合会副会長に就任。2025年4月1日、東北電力代表取締役会長に就任。